# Lars Bjurstam
Lars Karl-Ivar Skog Bjurstam, född 21 februari 1961, är en svensk jurist som var lagman i Värmlands tingsrätt från 2011 till 2017 och i Uddevalla tingsrätt från 2017 till  2020.
Bjurstam utnämndes till rådman i Uddevalla tingsrätt 5 juni 2003.  Den 24 mars 2011 utnämndes han till lagman i Värmlands tingsrätt och den 23 mars 2017 till lagman i Uddevalla tingsrätt.